# Kris Merckx
Kris Merckx (Stekene, 1 augustus 1944) is een Belgisch marxistisch politicus voor de PVDA, arts en redacteur van het partijblad Solidair. 

## Levensloop
Samen met Ludo Martens stond hij in 1970 aan de wieg van AMADA die in 1979 tot PVDA werd omgedoopt. Hij startte samen met Michel Leyers op 4 januari 1971 met de eerste praktijk van Geneeskunde voor het Volk (GvhV). Hij speelde samen met de overige artsen van GvhV en de PVDA een belangrijk rol in het aan het licht brengen van een grote loodverontreiniging door Union Minière in de Antwerpse deelgemeente Hoboken. Van 1976 tot aan de fusie in 1982 met Antwerpen zetelde hij in de gemeenteraad van Hoboken.
Hij is dertien jaar lang hoofdredacteur geweest van het wekelijks verschijnend partijblad Solidair en was ook woordvoerder voor de partij. Door zijn vele politiek werk moest hij zijn praktijk als arts laten vallen. Ondertussen heeft de jonge generatie waaronder Peter Mertens en Mie Branders zijn rol overgenomen. Hierdoor kon hij het wat rustiger aandoen. Zijn politiek werk neemt sindsdien minder tijd in beslag en vanaf 2001 kon hij opnieuw halftime werken als arts in de groepspraktijk van Geneeskunde voor het Volk in Hoboken. Kris Merckx ging met pensioen in de zomer van 2009. In datzelfde jaar kende de plaatselijke afdeling van de Vlaamse socialistische partij sp.a hem de prijs toe van 'Meest verdienstelijke Hobokenaar'. Dat was opmerkelijk, aangezien Merckx in de jaren zeventig en tachtig op zeer gespannen voet had geleefd met de toenmalige Socialistische Partij (SP), de voorloper van de sp.a. Zijn veertigjarige ervaring als arts en politicus schreef Kris Merckx neer in het autobiografische boek 'Dokter van het volk'.
Bij de gemeente, districts en provincieraadsverkiezingen van 2012 werd Kris Merckx tweemaal verkozen. Hij behaalde een zetel in de provincieraad van Antwerpen en werd verkozen als districtsraadslid in Hoboken. Hij leeft aan een gemiddeld werknemersloon; het overige stort hij in de partijkas.
Zijn dochter Sofie Merckx is ook actief bij de PVDA en werd in 2022 fractieleider in de Kamer.